# Filinia longiseta
Filinia longiseta är en hjuldjursart som först beskrevs av Ehrenberg 1834. Enligt Catalogue of Life ingår Filinia longiseta i släktet Filinia och familjen Trochosphaeridae, men enligt Dyntaxa är tillhörigheten istället släktet Filinia och familjen Filiniidae. Arten är reproducerande i Sverige. Inga underarter finns listade i Catalogue of Life.